# ارسلان‌شاه غزنوی
ابوالملوک سلطان‌الدوله ارسلان‌شاه ابراهیم بن مسعود سلطان غزنوی میان سال‌های ۵۰۹-۵۱۱ هجری قمری/۱۱۱۶-۱۱۸ میلادی بود. او را در تاریخ با نام‌های ملک ارسلان و ارسلان نیز خوانده‌اند.

## زندگی
هنگامی که پدر ارسلان‌شاه ؛مسعود سوم؛ در ۵۰۸ هجری درگذشت، پسر دومش عضدالدوله شیرزاد برای مدت کوتاهی در غزنی بر تخت جانشینی پدر نشست. ارسلان‌شاه پسر سوم مسعود از بطن گوهر خاتون دختر ملکشاه بود. یک سال پس از پادشاهی شیرزاد، ارسلان‌شاه او را از تخت به زیر کشید و از میان برد و خود در ۶ شوال ۵۰۹ هجری بر تخت سلطنت غزنوی تکیه‌زد. او همهٔ برادران دیگرش را یا به زندان انداخت یا کورنمود. تنها برادر ناتنی‌اش بهرام‌شاه بود که توانست از دست او بگریزد و در امان ماند. بهرام‌شاه در تگین‌آباد در نزدیکی قندهار بر برادر شورید، ولی نیروهایش از ارسلان‌شاه شکست خوردند و خود نیز به سیستان و کرمان گریخت. ارسلان‌شاه بی‌رقیب نیز به تحکیم پایه‌های قدرتش پرداخت. در این زمان بهرام‌شاه توانست به دربار سلجوقیان در مرو رفته و به سلطان سنجر نزدیک‌شود. سلطان سنجر با اکراه نیروهایی را در اختیار او گذارد و بهرام‌شاه هم توانست پیروزی‌هایی در برابر ارسلان‌شاه به دست آورد. سرانجام با وجود فیل‌های هراسناک در سپاه غزنوی، بهرام‌شاه بر برادر پیروز شد و ارسلان‌شاه هم به متصرفات غزنوی در هندوستان گریخت. ارسلان‌شاه سپاهی را در هند فراهم آورد و به غزنه لشکرکشید و این شهر را در محاصره‌گرفت، بهرام‌شاه تاب مقاومت نیاورد و گریخت. سلطان سنجر باز سپاهی در اختیار بهرام‌شاه گذاشت، این بار او غزنی را گشود و در جمادی‌الثانی ۵۱۲ هجری ارسلان‌شاه را به قتل‌رساند.